# واسیلی بارتلد
واسیلی ولادیمیروویچ بارتولد (Vasily Vladimirovich Bartold) معروف به ویلهلم بارتلد، (۳ نوامبر ۱۸۶۹ در سن پترزبورگ – ۱۹ اوت ۱۹۳۰ در سن پترزبورگ) ترک‌شناس و ایرانشناس نامور روسی بود. از وی کتاب‌های متعددی در زمینه بررسی‌های ایرانی وجود دارد که یکی از مهم‌ترین آن‌ها «جغرافیای تاریخی ایران» نام دارد. اکثر مورخان اسلامی با نام بارتولد آشنا هستند.
بارتلد از همان اوائل که در دانشگاه سنت پترزبورگ به کار مشغول شد و از سال ۱۸۹۶ میلادی به بعد به تدریس و پژوهش‌های تاریخی و جغرافیای روزگار باستانی آسیای میانه پرداخت. بارتلد در نگارش مقالات و ویراستاری دانشنامه اسلام در ویراست اول آن نقش عمده‌ای بر عهده داشت.
پایان‌نامهٔ دکترای وی «ترکستان در طول تاریخ تا هجوم مغول» نام داشت و در سال ۱۹۲۸ میلادی در انتشارات اوقاف گیب به زبان انگلیسی انتشار یافت. بارتلد بعضی از مقالات خود را به زبان مادری‌اش یعنی آلمانی تألیف کرده‌است.
وی همچنین در فرآیند جا انداختن خط سیریلیک در کشورهای مسلمان آسیای مرکزی شوروی مشارکت داشت.

## زندگی
واسیلی ولادیمیرویچ بارتولد، در سوم نوامبر سال ۱۸۶۹ (۱۲۸۶ ه‍.ق) در شهر سن پترزبورگ در خانواده آلمانی روسی شده‌ای به دنیا آمد. نیاکان پدری وی از مردم منطقه ساحلی دریای بالتیک بودند. نیای مادری او کشیشی لوتری بود که از هامبورگ به روسیه مهاجرت اختیار کرده و پدر و.و. بارتولد دلال بورس بود. و.و. بارتولد در حسب حال خود می‌نویسد که: ثروت پدرش را فرزندان وی حفظ نکردند و پس از انقلاب اکتبر ۱۹۱۷ (۱۳۳۶ ه‍.ق) هیچ‌یک از فرزندان پدر او در شمار مهاجران در نیامده، ولی تمول این خاندان به و.و. بارتولد اجازه داد تا در روزگار کودکی و جوانی، معلومات انسانی فراگیری کسب کند و به ویژه زبان‌های باستانی کلاسیک (یونانی و لاتین قدیم) و زبان‌های اصلی کنونی اروپای غربی را فراگیرد و از آن پس رشته تخصصی را که از ایام مکتب آرزو می‌کرده- یعنی تاریخ را- برگزیند. در سال ۱۸۸۷ بارتولد دبیرستان هشتم سن پترزبورگ را به پایان رسانید و به اخذ مدال طلا موفق گردید؛ و پس از اندک تردیدی که در انتخاب تاریخ باستان یا تاریخ کشورهای خاورمیانه و نزدیک پیدا کرد، سرانجام رشته اخیر را برگزید و در پائیز همان سال ۱۸۸۷ وارد دانشکده زبان‌های شرقی دانشگاه سن پترزبورگ شد و در بخش عربی، فارسی، ترکی، تاتاری، به تلمذ پرداخت.
بارتولد در سال‌های دانشجوئی زبان‌های عربی و فارسی و ترکی را، به‌طور شایسته و بایسته فرا گرفت ولی آنچه بیش از هر چیز جالب توجه وی بود، همانا تاریخ کشورهای خاورمیانه و نزدیک در قرون وسطی بوده‌است.

## آثار
- اسلام (1918)
- فرهنگ مسلمانان (1918)
- جهان اسلام (1922)
- تاریخ مختصر ترکمنستان
- تاریخ سیمیرچیه
- الغ‌بیگ
- میر علی‌شیر
- تاریخ ترکمن
- ترکستان‌نامه
- معرفی و شناسایی جلدهای دوم و سوم عالم‌آرای نادری در سال ۱۲۹۴
- (انگلیسی) An Historical Geography of Iran , Princeton, 1984 translated by Svat Soucek

مجموعه آثار بارتلد که در سال‌های ۱۹۶۳ تا ۱۹۷۷ میلادی در مسکو انتشار یافت، بیش از هفت هزار صفحه‌است.